# Meristogenys kinabaluensis
Meristogenys kinabaluensis là một loài ếch thuộc họ Ranidae.
Loài này có ở Indonesia, Malaysia, và có thể cả Brunei.
Môi trường sống tự nhiên của chúng là rừng ẩm vùng đất thấp nhiệt đới hoặc cận nhiệt đới, vùng núi ẩm nhiệt đới hoặc cận nhiệt đới, và sông ngòi.
Chúng hiện đang bị đe dọa vì mất môi trường sống.